# Riley 15/6
La 15/6 è un'autovettura di fascia medio-alta prodotta dalla Riley dal 1934 al 1938. Questo modello fu commercializzato per completare, verso l'alto, la gamma Riley.
Offerto con due tipi di carrozzeria, berlina quattro porte e torpedo quattro posti, il modello disponeva di un motore a sei cilindri in linea da 1.726 cm³ di cilindrata erogante 51 CV di potenza. Il veicolo poteva raggiungere una velocità massima di 136 km/h.
È stata offerta in quattro versioni, due a telaio corto e due a telaio lungo. Le prime due erano la Falcon (che era una berlina a quattro finestrini laterali) e la Lynx (la torpedo), mentre le versioni a telaio lungo erano la Adelphi e la Kestrel, che erano entrambe delle berline di grandi dimensioni a sei finestrini laterali.
La 15/6 venne prodotta fino al 1938, senza il lancio di nessun modello successore.